# Crónicas mesopotámicas

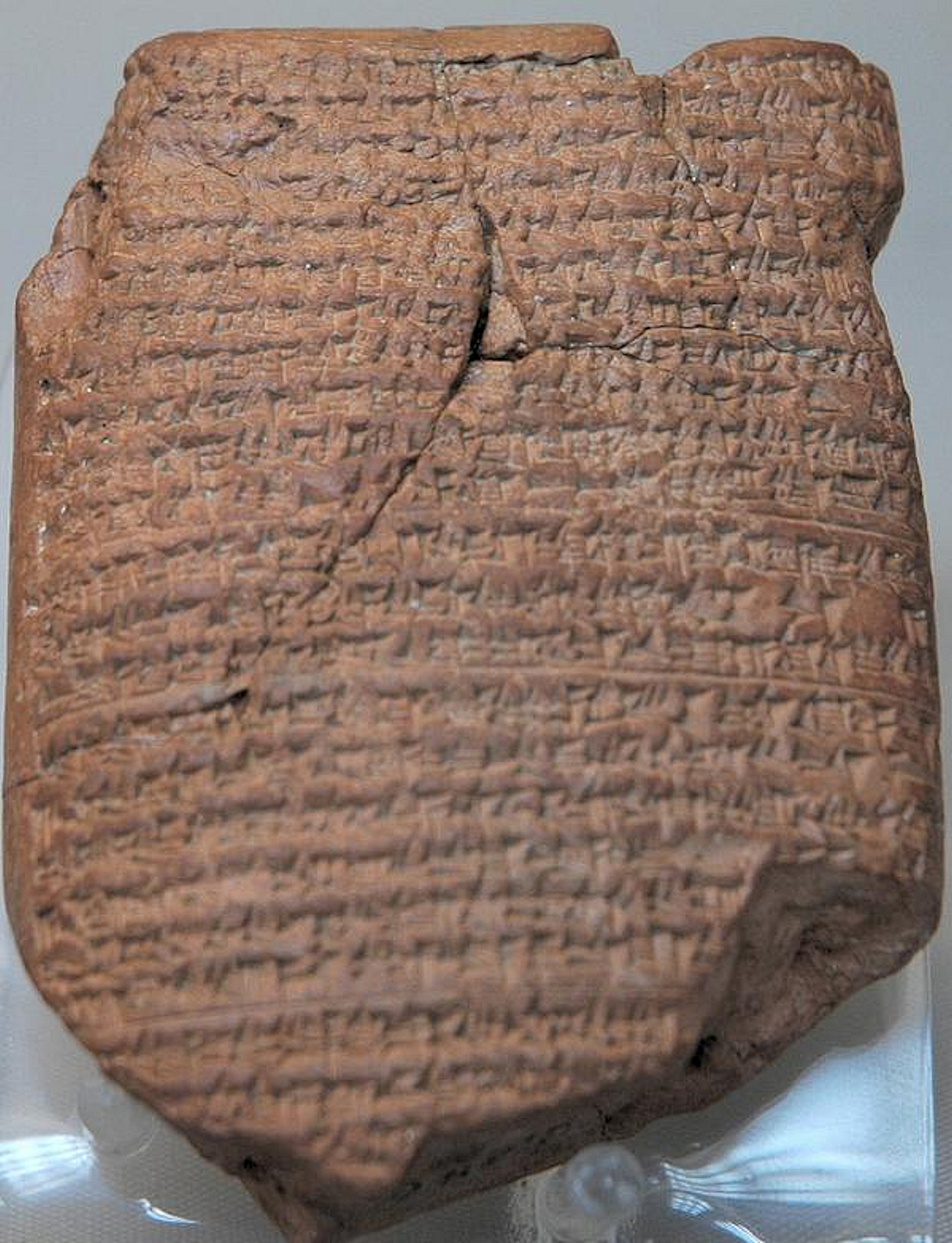
Crónica sobre los primeros años de Nabucodonosor II (ca. 590 a. C.). También llamada "Crónica de Jerusalén".

Las Crónicas Mesopotámicas (Crónicas de Asiria y Crónicas de Babilonia) son series de tablillas de arcilla escritas en cuneiforme acadio por astrólogos asirios y babilonios, y conforman uno de los primeros pasos en el desarrollo de la historiografía antigua. En líneas generales, se concentran en episodios de índole religiosa (como si se respeta o no el Akitu, o Fiesta de Año Nuevo) o militar. 
Si bien hay ejemplos tempranos que describen hechos del II milenio a. C., el período más prolífico comenzó en Babilonia con el reinado de Nabonasar (747-734 a. C.). Los ejemplos más tardíos corresponden a los períodos helenístico y parto. Casi todas las tablillas están en posesión del Museo Británico de Londres.

## Lista de Crónicas de Asiria y Babilonia
- Crónica Dinástica (ABC 18) (traducción inglesa) (otra versión de la columna 5)
- Crónica Weidner (ABC 19) (traducción inglesa Archivado el 28 de febrero de 2006 en Wayback Machine.)
- Crónica de las dinastías Casita y de Isin, también conocida como Crónica Walker (llamada "Crónica 25", pero no disponible en ABC) (traducción inglesa)
- Crónica de los reyes de antaño (ABC 20) (traducción inglesa Archivado el 28 de febrero de 2006 en Wayback Machine.)
- Historia sincrónica (ABC 21) (traducción inglesa y otra traducción inglesa)
- Crónica P (ABC 22) (traducción inglesa)
- Crónica de los precios (ABC 23) (traducción inglesa)
- Crónica ecléctica (ABC 24)
- Crónica religiosa (ABC 17) (traducción inglesa)
- Crónica de Nabonassar a Shamash-shum-ukin (ABC 1) (traducción inglesa)
- Crónica de Esarhadon (ABC 14) (traducción inglesa Archivado el 10 de noviembre de 2016 en Wayback Machine.)
- Crónica de Shamash-shum-ukin (ABC 15) (traducción inglesa Archivado el 1 de enero de 2013 en Wayback Machine.) (y otra traducción inglesa)
- Crónica del Akitu (ABC 16) (traducción inglesa)
- Crónica de los primeros años de Nabopolasar (ABC 2) (traducción inglesa)
- Crónica de la caída de Nínive (ABC 3) (traducción inglesa Archivado el 10 de noviembre de 2016 en Wayback Machine.)
- Crónica de los últimos años de Nabopolasar (ABC 4) (traducción inglesa)
- Crónica de los primeros años de Nabucodonosor, o Crónica de Jerusalén (ABC 5) (traducción inglesa Archivado el 4 de junio de 2011 en Wayback Machine.) (y otra traducción inglesa)
- Crónica del tercer año de Neriglisar (ABC 6) (traducción inglesa)
- Crónica de Nabónido (ABC 7) (traducción inglesa Archivado el 8 de diciembre de 2016 en Wayback Machine.)
- Crónica de Artajerjes III (ABC 9) (traducción inglesa)
- Crónica de Alejandro (ABC 8 = BCHP 1) (texto y traducción inglesa)
- Crónica de Alejandro y Arabia (BCHP 2) (texto y traducción inglesa)
- Crónica de los Diádocos (ABC 10 = BCHP 3) (texto y traducción inglesa Archivado el 29 de septiembre de 2018 en Wayback Machine.)
- Fragmento de Alejandro y Arsés (BCHP 4) (traducción inglesa)
- Crónica de Antíoco y el Templo de Sin (ABC 11 = BCHP 5) (texto y traducción inglesa Archivado el 3 de marzo de 2016 en Wayback Machine.)
- Crónica de la ruina de Esagila (BCHP 6) (texto y traducción inglesa)
- Crónica de Antíoco, Bactria e India (ABC 13A = BCHP 7) (texto y traducción inglesa)
- Crónica del jardín de enebros (BCHP 8) (texto y traducción inglesa)
- Crónica del fin de Seleuco I (ABC 12 = BCHP 9) (texto y traducción inglesa)
- Crónica del ascenso Seléucida (ABC 13 = BCHP 10) (texto y traducción inglesa)
- Crónica de la invasión de Ptolomeo III (BCHP 11) (texto y traducción inglesa Archivado el 26 de julio de 2017 en Wayback Machine.)
- Crónica de Seleuco III (ABC 13B = BCHP 12) (texto y traducción inglesa)
- Crónica de los politai (BCHP 13) (texto y traducción inglesa)
- Crónica de la comunidad griega (BCHP 14) (texto y traducción inglesa)
- Crónica del robo de oro (BCHP 15) (texto y traducción inglesa)
- Documento sobre el diezmo (BCHP 16) (texto y traducción inglesa)
- Crónica judicial (BCHP 17) (texto y traducción inglesa)
- Crónica de Bagayasha (BCHP 18)
- Crónica sobre un rey arsácida (BCHP 19) (texto y traducción inglesa)
- Crónica del Éufrates (BCHP 20) (text and translation)

Nota: Babylonian Chronicles of the Hellenistic Period (BCHP) no ha sido impreso aún. Por lo tanto, no son usuales las referencias académicas en castellano a las crónicas que serán publicadas en BCHP, las cuales podrían servir de patrón a la presente lista. Es así que las nombres castellanos de las crónicas BCHP son provisorios.

## Publicaciones (en inglés)
- Oppenheim, L.: "Nabonidus Chronicle" (Crónica de Nabonido), en J. B. Pritchard (ed.), Ancient Near Eastern Texts Relating to the Old Testament (= ANET, 1950, 1955, 1969).
- Grayson, A. K.: Assyrian and Babylonian Chronicles (= ABC, 1975). Es la edición estándar.
- Walker, C. B.: "Babylonian Chronicle 25: A Chronicle of the Kassite and Isin Dynasties", en G. van Driel e.a. (eds.): Zikir Šumim: Assyriological Studies Presented to F.R. Kraus on the Occasion of His Seventieth Birthday (= Fs. Kraus; 1982). Traducción de la Crónica 25, no descubierta aun cuando fue publicado ABC.
- Brickman, J.: "The Babylonian Chronicle revisited" en T. Abusch, J. Huehnergard, P. Steinkeller (eds.): Lingering over words. Studies in ancient Near Eastern literature in honor of William L. Moran (1990). Revisión de ABC 1.
- Glassner, J. J.: Mesopotamian Chronicles (2004). Actualización de ABC.
- La publicación de I. Finkel y R. J. van der Spek, Babylonian Chronicles of the Hellenistic Period (= BCHP), ha sido anunciada.